# Прикосновение медузы
«Прикосновение медузы» (англ. The Medusa Touch) — кинофильм, триллер. Экранизация одноимённого романа британского писателя Питера Ван Гринуэя.

## Сюжет
Инспектор полиции Брюнель расследует покушение на писателя Джона Морлара. Несмотря на тяжёлые увечья, несовместимые с жизнью, писатель пока не умер, и врачи искусственно поддерживают его существование. Следствие на основании показаний знакомых и дневника Морлара выясняет, что пострадавший обладал экстрасенсорными способностями. Он был явно замешан в нескольких несчастных случаях.
Брюнель встречается с врачом-психиатром, к которому обращался за помощью Морлар. Флешбеки возвращают к событиям прошлой жизни писателя. Всё началось ещё в детстве, когда его терроризировали ненавистная няня и родители. Морлар, открыв в себе сверхъестественные способности, отправил их на тот свет, подстроив аварию автомобиля. Далее следует череда катастроф, одна из которых связана с аварией американского пилотируемого космического корабля на лунной орбите.
Брюнель понимает, что необходимо немедленно остановить Морлара. Больной находится почти в состоянии клинической смерти, но убить его оказывается нелегко…

## В ролях
- Ричард Бёртон — Джон Морлар
- Ли Ремик — Зонфельд
- Лино Вентура — Брюнель
- Мари-Кристин Барро — Патриция
- Майкл Бирн — Дафф
- Джереми Бретт — Эдвард Пэрриш
- Гордон Джексон — Джонсон
- Роберт Ланг — Пеннингтон
- Роберт Флеминг — судья
- Авриль Элгар — миссис Пеннингтон
- Алан Бейдел — адвокат
- Дерек Джекоби — издатель Таунли

## Премии и номинации
- 1979 — номинация на премию Сатурн (лучший фильм ужасов)